# Cerâmico (cemitério)

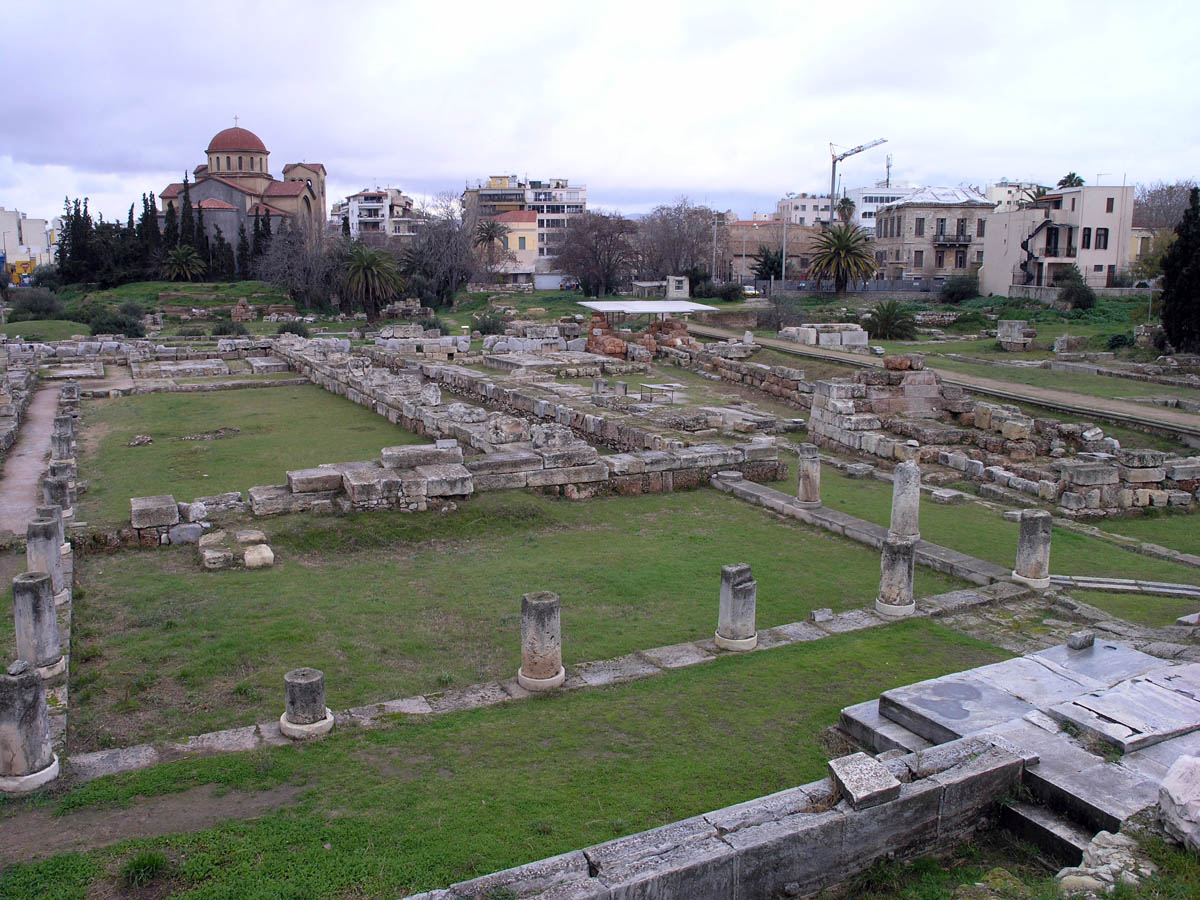
Cerâmico.

Cerâmico (em grego: Κεραμεικος; romaniz.: Kerameikos), também chamado de Cerameico, é um cemitério situado na região da Ática na Grécia, região esta onde estava localizada a pólis ateniense. O cemitério estava localizado a noroeste da ágora ateniense numa região onde também estava localizado o subúrbio de Atenas.
O distrito antigo ganhou seu nome do herói grego Céramo (também chamado Kéramos), que era filho de Ariadne e Dionísio e herói dos oleiros, ou porque, na antiga Atenas, este era o lugar onde ficavam os oleiros (kerameis).
Em 478 a.C. quando as Guerras Persas estavam em seu fim, Temístocles decidiu construir um muro ao redor da ágora, fato que dividiu o cemitério em duas partes, parte interna aos muros e parte externa aos muros, ficando com o governo de Clístenes proibida a construção de novos túmulos na parte interna dos muros.
Atualmente as escavações no cemitério do Cerâmico são realizadas pelo "The German Archaeological Institute in Athens".